# Osaka jōdai
Les Osaka jōdai (大坂城代) sont des fonctionnaires du shogunat Tokugawa à l'époque d'Edo du Japon. Les nominations à ce poste important sont exclusivement réservées au fudai daimyo. Les interprétations classiques traduisent ces titres japonais comme « commissaire », « surveillant » ou « gouverneur ».
Ce titre du bakufu identifie un fonctionnaire responsable de l'entretien et de la défense du château d'Osaka (大坂城・大阪城, Ōsaka-jō), ainsi que de l'administration de la ville d'Osaka. Cette fonction est considérée comme à peine moins importante que celle de Kyoto shoshidai. Cet important officier daimyō est chargé de veiller à la sécurité de la région du Kansai. Il existe à l'origine six jodai, mais ce nombre est finalement réduit à un seul. Traditionnellement, l'homme nommé à ce poste essentiel doit déjà avoir démontré ses capacités et sa fidélité en servant en tant que jisha-bugyō ou en ayant réussi dans un autre poste tout aussi important. De cette position élevée, un déroulement de carrière comprend généralement une promotion au poste de Kyoto shoshidai puis à un poste au sein des rōjū à Edo.

## Ville shogunale
Durant cette période, Osaka fait partie des centres urbains, dont certains sont désignés « ville shogunale ». Le nombre de ces villes augmente de trois à onze sous l'administration des Tokugawa.

## Liste desOsaka jōdai
- Mizuno Tadakuni (1825)[4]
- Matsudaira Noryasu (1845)[5]
- Matsudaira Tadakata (1845-1848)[5]
- Naitō Nobuchika (1848-1850)[6]
- Matsudaira Nobuatsu (1858-1861)[5]
- Honjō Munehide (1861-1862)[7]